# Kewaunee County
Kewaunee County är ett administrativt område i delstaten Wisconsin, USA. År 2010 hade county 20 574 invånare. Den administrativa huvudorten (county seat) är Kewaunee.

## Geografi
Enligt United States Census Bureau har countyt en total area på 2 809 km². 888 km² av den arean är land och 1 921 km² är vatten.

### Angränsande countyn
- Door County - nord
- Manitowoc County - syd
- Brown County - väst

### Orter
- Algoma
- Dyckesville (delvis i Brown County)
- Kewaunee (huvudort)